# NGC 7675
NGC 7675 is een elliptisch sterrenstelsel in het sterrenbeeld Pegasus. Het hemelobject werd op 16 augustus 1830 ontdekt door de Britse astronoom John Herschel.

## Synoniemen
- MCG 1-59-83
- HCG 96B
- NPM1G +08.0559
- PGC 71518